# Dioclès (mathématicien)
Pour les articles homonymes, voir Dioclès.
Dioclès (vers -240 - vers -180) était un mathématicien et géomètre grec, qui vécut vers la fin du IIIe siècle av. J.-C. et au début du IIe siècle av. J.-C. Il est probablement le premier à prouver la propriété focale d'une parabole.
Son nom est associé à la courbe géométrique appelé Cissoïde de Dioclès. Proclus fait référence à cette courbe dans ses commentaires sur Euclide et elle est attribuée à Dioclès par Geminus de Rhodes dès le début du Ier siècle.
Des fragments d'un traité de Dioclès intitulé Sur les miroirs ardents furent préservés par Eutocius dans ses commentaires de Sur la sphère et sur le cylindre d'Archimède. Mais l'ouvrage est aussi connu par une traduction arabe. L'un des fragments d'Eutocius contient la solution, utilisant les sections coniques, pour résoudre le problème de couper une sphère en deux avec un plan où le rapport des deux volumes obtenus est donné. Ce problème est équivalent à résoudre certaines équations du troisième degré.